# Dorota Gardias

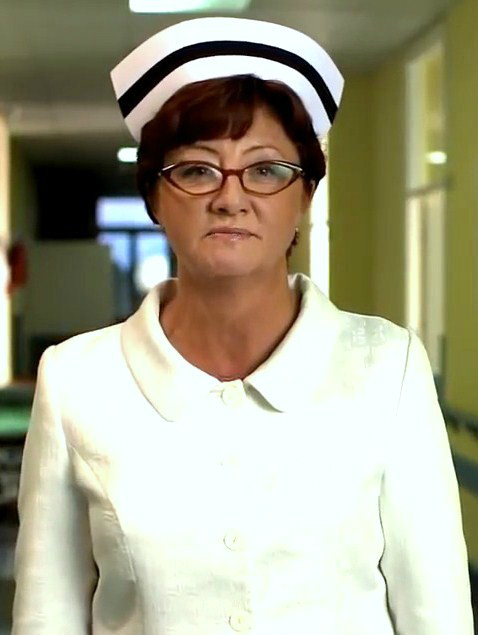
Dorota Gardias (2011)

Dorota Gardias (* 1963) ist eine Krankenschwester und Vorsitzende der Polnischen Gewerkschaft der Krankenschwestern und Hebammen (poln. Ogólnopolski Związek Zawodowy Pielęgniarek i Położnych, OZZPiP).
Diese Gewerkschaft hat ca. 74.000 Mitgliedern (Stand: Oktober 2007) sowie Mitglied der Sozialdemokratie Polens (SdPl). Im Juni 2007 stand sie an der Spitze eines mehrwöchigen Protest-Zeltlagers vor der Kanzlei des damaligen Premierministers Jarosław Kaczyński in Warschau, mit dem würdigere Löhne und eine Reform des Gesundheitswesens gefordert wurden. Gardias führte im Namen ihrer Gewerkschaft Verhandlungen mit dem damaligen Gesundheitsminister und Herzchirurgen Zbigniew Religa.
Seit 2015 ist Dorota Gardias Vorsichende des polnischen Gewerkschaftsbundes Forum Związków Zawodowych (FZZ).

## Einzelnachweis
1. ↑  Nasza centrala – Historia Forum. In: Forum Związków Zawodowych. Archiviert vom Original (nicht mehr online verfügbar) am 25. Juni 2018; abgerufen am 15. März 2024 (polnisch).

| Personendaten    | Personendaten                                   |
| ---------------- | ----------------------------------------------- |
| NAME             | Gardias, Dorota                                 |
| KURZBESCHREIBUNG | polnische Krankenschwester und Gewerkschafterin |
| GEBURTSDATUM     | 1963                                            |